# Dyskografia francisa
Dyskografia Francisa, polskiego producenta, składa się z trzech albumów studyjnych (w tym jednego solowego), jednego minialbumu, pięćdziesięciu pięciu singli (w tym jednego solowego) oraz jednego solowego teledysku.

## Albumy studyjne

### Solowe
| Rok  | Dane dot. albumu | Najwyższa pozycja na liście |
| Rok  | Dane dot. albumu | POL                         |
| ---- | --- | --------------------------- |
| 2025 | Bonjour francis - Wydany: 2025 - Wytwórnia: wydanie własne (dystrybucja: Def Jam Recordings Poland) - Format: CD, digital download, streaming | wydanie przyszłe            |

### Współpraca
| Rok  | Dane dot. albumu | Najwyższa pozycja na liście | Certyfikat              |
| Rok  | Dane dot. albumu | POL                         | Certyfikat              |
| ---- | --- | --------------------------- | ----------------------- |
| 2023 | M (oraz Marcysia) - Wydany: 18 października 2023 - Wytwórnia: wydanie własne (dystrybucja: Warner Music Poland) - Format: CD, digital download, streaming | –                           |                         |
| 2025 | Trap or Die (oraz bambi) - Wydany: 6 lutego 2025 - Wytwórnia: BE Records - Format: CD, digital download, streaming                                        | 1                           | - ZPAV: platynowa płyta |

## Minialbumy

### Współpraca
| Rok  | Dane dot. albumu                                                                                     | Najwyższa pozycja na liście | Certyfikat                 |
| Rok  | Dane dot. albumu                                                                                     | POL                         | Certyfikat                 |
| ---- | --- | --------------------------- | -------------------------- |
| 2024 | PG$ (oraz PG$) - Wydany: 6 lutego 2025 - Wytwórnia: BE Records - Format: digital download, streaming | 2                           | - ZPAV: 3× platynowa płyta |

## Single

### Solowe
| Rok  | Tytuł        | Najwyższa pozycja na liście | Album           |
| Rok  | Tytuł        | POL                         | Album           |
| ---- | ------------ | --------------------------- | --------------- |
| 2025 | „1Day in LA” | 3                           | Bonjour francis |

### Współpraca
| Rok  | Tytuł                                                        | Certyfikat                  | Album                |
| ---- | ------------------------------------------------------------ | --------------------------- | -------------------- |
| 2021 | „Kiss cam (podryw roku)” (Mata oraz francis)                 | - ZPAV: 2× diamentowa płyta | Młody Matczak        |
| 2021 | „Duże oczy” (Smolasty oraz francis)                          | - ZPAV: 3× diamentowa płyta | Almost Goat          |
| 2021 | „Szot za szotem” (Tyszka oraz francis)                       |                             | –                    |
| 2021 | „Film” (Lackluster oraz francis)                             |                             | –                    |
| 2021 | „Jacek Wroobel” (Przyłu oraz francis)                        |                             | –                    |
| 2021 | „Kubuś Intro (Outro)” (Frosti oraz francis)                  |                             | –                    |
| 2022 | „Motyl” (Tyszka oraz francis)                                |                             | –                    |
| 2022 | „Idol” (Janusz Walczuk oraz francis)                         |                             | Jan Walczuk          |
| 2022 | „Hood Love (a ja nie)” (Beteo, Margaret oraz francis)        |                             | Palma na blokach     |
| 2022 | „Nie mam czasu na wakacje” (Żabson, Waima oraz francis)      | - ZPAV: 3× platynowa płyta  | Ostatni ziomal       |
| 2022 | „Moet” (W.O.La oraz francis)                                 |                             | –                    |
| 2022 | „Palma na blokach” (Beteo oraz francis)                      |                             | Palma na blokach     |
| 2022 | „Oddany trapu” (Tadeo oraz francis)                          |                             | –                    |
| 2022 | „Kora mózgowa” (slowez oraz francis)                         |                             | –                    |
| 2022 | „Jan Walczuk” (Janusz Walczuk oraz francis)                  |                             | Jan Walczuk          |
| 2022 | „All in” (Frosti oraz francis)                               |                             | –                    |
| 2022 | „Ghetto star” (W.O.La oraz francis)                          |                             | –                    |
| 2023 | „Wracam do ciebie” (Sztoss oraz francis)                     |                             | –                    |
| 2023 | „Hity” (W.O.La oraz francis)                                 |                             | M                    |
| 2023 | „Prolog” (Marcysia oraz francis)                             |                             | M                    |
| 2023 | „Lustro” (Marcysia oraz francis)                             |                             | M                    |
| 2023 | „Dym” (Frosti, ReTo oraz francis)                            |                             | M                    |
| 2023 | „Seria niefortunnych zdarzeń” (Marcysia oraz francis)        |                             | M                    |
| 2023 | „Kioto” (Marcysia, francis oraz Forxst)                      |                             | M                    |
| 2023 | „Big Big Girl / Karate Kid” (bambi oraz francis)             |                             | in real life         |
| 2023 | „Wszystko jest inne” (Bobin oraz francis)                    |                             | –                    |
| 2023 | „Kevin sam w domu” (Blacha 2115 oraz francis)                | - ZPAV: platynowa płyta     | –                    |
| 2023 | „Oci LED” (Sergej Pajic oraz francis)                        |                             | –                    |
| 2023 | „Icon” (bambi oraz francis)                                  |                             | –                    |
| 2024 | „Jestem zmęczona” (Marcysia oraz francis)                    |                             | –                    |
| 2024 | „Cuba Libre” (Kacper Błoński oraz francis)                   |                             | –                    |
| 2024 | „Derealizacja” (Waima oraz francis)                          |                             | Ten gość             |
| 2024 | „PG$” (PG$ oraz francis)                                     | - ZPAV: 2× platynowa płyta  | PG$                  |
| 2024 | „Lekko chycony” (Rów babicze oraz francis)                   |                             | Nierówno pod sufitem |
| 2024 | „Basen” (Dobry Dzieciak, bambi, Janusz Walczuk oraz francis) |                             | Diament              |
| 2024 | „Intro do płyty mojego życia” (Kuqe 2115 oraz francis)       |                             | Nareszcie w domu     |
| 2024 | „Zostań, proszę” (Kuqe 2115, bambi oraz francis)             | - ZPAV: platynowa płyta     | Nareszcie w domu     |
| 2024 | „Przyjemność > Obowiązki” (Rów babicze oraz francis)         |                             | Nierówno pod sufitem |
| 2024 | „Joint i sport” (Kuqe 2115 oraz francis)                     |                             | Nareszcie w domu     |
| 2024 | „Mercedes Freestyle (Intro)” (Waima, Asster oraz francis)    |                             | Camp V1              |
| 2024 | „Camp” (Members Only oraz francis)                           |                             | Camp V1              |
| 2024 | „Taki mały ja” (Kuqe 2115 oraz francis)                      | - ZPAV: 2× platynowa płyta  | Nareszcie w domu     |
| 2024 | „Madonna” (bambi oraz francis)                               | - ZPAV: platynowa płyta     | Trap or Die          |
| 2024 | „Bulgur” (Rów babicze oraz francis)                          |                             | Nierówno pod sufitem |
| 2025 | „Need U” (bambi oraz francis)                                |                             | –                    |
| 2025 | „Czemu nie śpisz?” (bambi oraz francis)                      | - ZPAV: platynowa płyta     | Trap or Die          |
| 2025 | „Kochasz?” (Sobel oraz francis)                              | - ZPAV: 2× platynowa płyta  | Napisz jak będziesz  |
| 2025 | „Lepiej bez ciebie” (BSK oraz francis)                       |                             | Duo                  |
| 2025 | „Jaja na twardo” (Bardal, Rów babicze oraz francis)          |                             | Hard cock            |
| 2025 | „Z tyłu głowy” (Sobel oraz francis)                          | - ZPAV: złota płyta         | Napisz jak będziesz  |
| 2025 | „Red Bull 64 Bars” (bambi oraz francis)                      |                             | –                    |
| 2025 | „Urodzony w dziczy” (Asster oraz francis)                    |                             | Oko Horusa           |
| 2025 | „Balasana” (Sobel oraz francis)                              |                             | Napisz jak będziesz  |
| 2025 | „Cha cha” (Sobel oraz francis)                               | - ZPAV: złota płyta         | Napisz jak będziesz  |

## Teledyski

### Solowe
| Rok  | Tytuł        | Inni wykonawcy | Reżyser         | Źr.    |
| ---- | ------------ | -------------- | --------------- | ------ |
| 2025 | „1Day in LA” | bambi, Oki     | Marcin Kuciński | [ 64 ] |